# Armand Forcherio
Armand Forcherio (Monte-Carlo, 1941. március 1. –) monacói labdarúgóhátvéd, edző.

## Pályafutása
1961–1972 között az AS Monaco labdarúgója volt, ahol egy-egy francia bajnoki címet és kupagyőzelmet ért el.
1972–1974 között az Arles-Avignon, 1976–77-ben az AS Monaco vezetőedzője volt.

## Sikerei, díjai
AS Monaco
- Francia bajnokság
  - bajnok: 1962–63[1]
- Francia kupa (Coupe de France)
  - győztes: 1963[1]